# Cross-selling
Cross-selling (v doslovném překladu křížový prodej) jsou techniky prodeje souvisejícího zboží nebo služeb zákazníkům/klientům. Cross-selling by se dal zařadit do skupiny technik zvýšení prodeje, je to i jedna z metod řízení vztahů se zákazníky. Cross-selling může být zkombinováno se zvýhodněnými nabídkami prodejce, třeba v té podobě, že ke koupi „křížového“ zboží nabídne slevu.

## Příklady
- Pojišťovna nabídne pojištění auta klientům, kteří u ní mají životní pojištění.
- Výrobce počítačů nabídne zákazníkovi příslušenství stejné značky.